# Torpön, Ydre kommun
För andra betydelser, se Torpön.

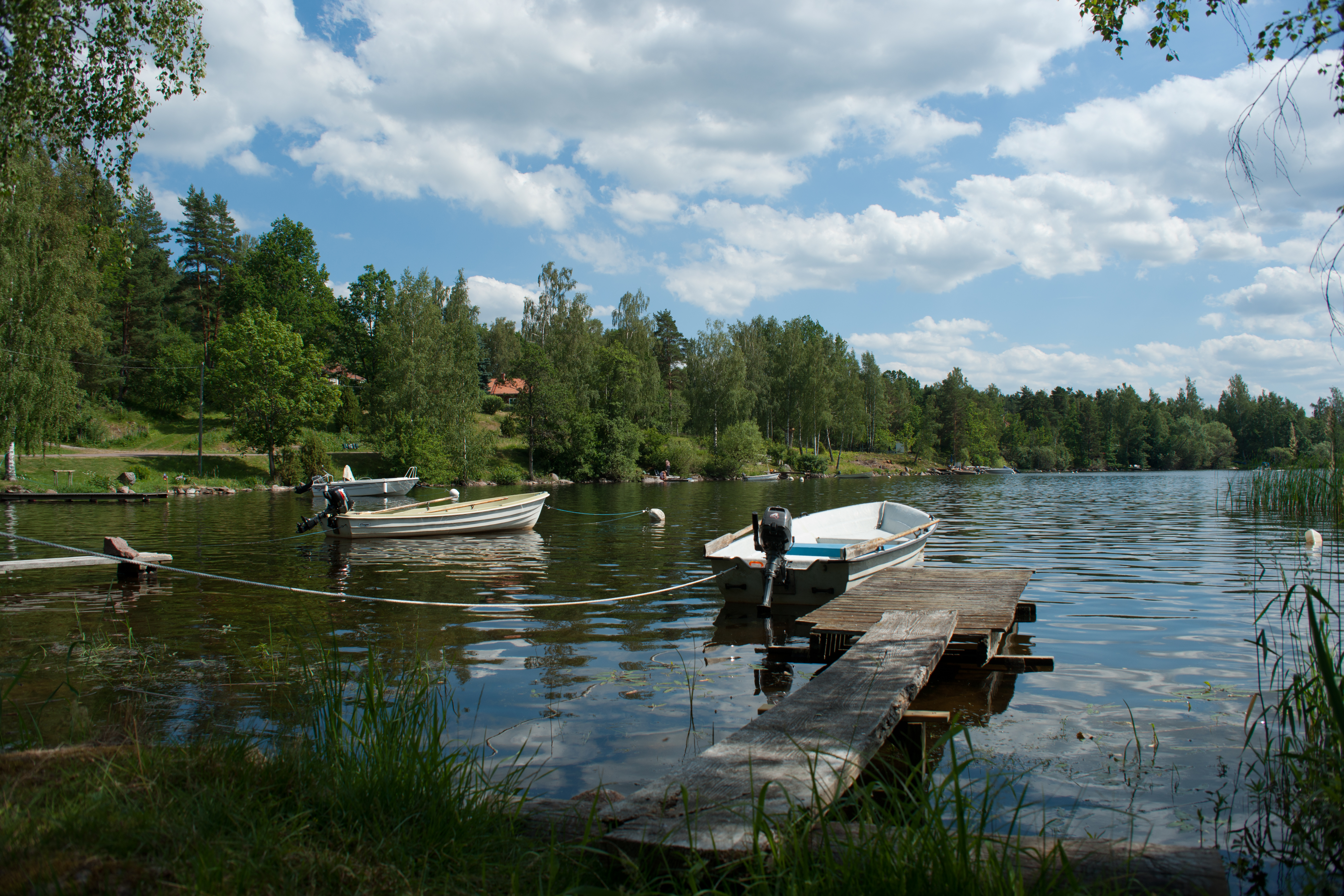
Tjurviken, Torpön.

Torpön är en ö i den östgötska delen av sjön Sommen. Den är den 48:e största ön i Sverige och har en yta av 2 178 hektar och är ungefär en mil lång. Ön ligger i Ydre kommun och är Sommens största ö. I södra änden har Torpön förbindelse med land via en liten bro, och i norra änden går Linfärjan Viktoria under sommarhalvåret från Torpöns färjeläge. Ett knappt hundratal är fast boende på ön men på sommaren bor där många fler. Landskapet är kuperat. I första hand består skogen av barrskog, men på östra delen av ön finns också Svensbo lövskogs naturreservat, där Sveriges alla trädarter utom bok och avenbok finns representerade. I närheten av Svensbo lövskog finns Sveriges största alm, ett hamlat praktexemplar med en omkrets på 790 cm. Några jordbruk är fortfarande aktiva på Torpön och i Lövåsa finns det bevarade dubbelgårdar, det vill säga hus som sitter ihop två och två och är spegelvända mot varandra.
Det finns två utsiktsplatser på Torpön, en på Bodaberget med utsikt över Torpasjön, och en i Börshult där man ser ut över centrala Sommen. I södra änden av Torpön ligger Torpöns naturreservat, också kallat Lomsviken, som är ett populärt badställe på somrarna. Mellan Torpön och Svalön ligger ett gammalt myrområde, och varma somrar uppstår ett fenomen som kallas för flytöar eller ävjeholmar. Det bildas sumpgas under lösa bottenbitar som normalt ligger på ett par meters djup. Sumpgasen gör att bottenbitarna stiger upp till ytan och tillfälligt blir öar. Under hösten glider öarna tillbaka ner på botten igen.
På norra änden av ön ligger den gamla herrgården Brandsnäs, som en gång var ett storföretag i trakten. Företaget sysslade med en mängd saker, som exempelvis tegelbruk, pråmvarv, sågverk, minkfarm och pensionatsverksamhet. Idag är det en privatbostad. Strax söder om Brandsnäs ligger gårdsbutiken Stebbarp. Längst i norr finns en anläggning med camping, restaurang, café, glassbar och båtmack, och det är också härifrån färjan över till fastlandet i Boxholms kommun går. Vid färjeläget ligger också naturum Sommen, ett besökscentrum som bland annat visar många av sjön Sommens 22 fiskarter i ett stort akvarium. Vid färjeläget finns en båthamn och många av sommargästerna kommer via sjön. Norra delen av Torpön är sommartid ett mycket populärt utflyktsmål.